# Supremo Consejo del grado 33 para Colombia

Escudo del Supremo Consejo del Grado 33 para Colombia

El Supremo Consejo del grado 33 para Colombia es la organización masónica que administra el Rito Escocés Antiguo y Aceptado en la República de Colombia desde su fundación en la ciudad de Cartagena el 19 de junio de 1833. No esta relacionado con la CMI de las grandes logias con relación con la Gran Logia Unida de Inglaterra y los supremos consejos de USA, quienes la consideran fuera de los landmarks. Por disputadas personales en el pasado se termino bajo el liderazgo del cuestionado político David Name  y relacionado con masoneria progresista o irregular
A lo largo de su existencia el Supremo Consejo del grado 33 para Colombia ha participado activamente en la historia de la Masonería colombiana e internacional. 
El desarrollo de la Masonería en Colombia ha estado ligado desde su comienzo al Rito Escocés Antiguo y Aceptado y por tal razón a los Supremos Consejos Neogranadino y Central Colombiano, hoy Supremo Consejo del Grado 33 para Colombia; en la medida que fueron estos Cuerpos los que le dieron carta patente a la gran mayoría, por no decir la totalidad, de las Logias que se crearon en el siglo XIX en el territorio Colombiano. Siendo la fuente de toda la Masonería regular colombiana. Actualmente el Soberano Gran Comendador es el Ilustre Hermano
Camilo Hernando Guáqueta Rodríguez. 
Internacionalmente, el Supremo Consejo del Grado 33 para Colombia, es reconocido como la principal potencia masónica del país de a masoneria progresista o alternativa a la tradicional.  Es así que fue miembro fundador de la Asociación Internacional de Masonería Escocesa, en acto solemne celebrado en Nápoles, Italia, en octubre de 2012 e\v\; Asociación a la que pertenecen más de 50 Supremos Consejos de América, Europa, Asia y África, todos dedicados a la promoción y defensa del Rito Escocés Antiguo y Aceptado relacionado con CLIPSAS. .
Igualmente es miembro de la Confederación Panamericana de Supremos Consejos (con sede en Brasil) y la que pertenecen los Supremos Consejos de, prácticamente, todos los países de América, que practican el Rito Escocés Antiguo y Aceptado.

## Historia

Escudo Supremo Consejo Neogranadino 19 de abril de 1833

Fue creado en 1833 con el nombre inicial de GRAN ORIENTE Y SUPREMO CONSEJO NEOGRANADINO. Además de los cuerpos masónicos, que fundó el Supremo Consejo Neogranadino en el territorio nacional, fundó el Supremo Consejo del Perú, el de Guatemala; logias en México, Costa Rica y presentó al Supremo Consejo de Panamá en instancia para su aprobación ante los Supremos Consejos Confederados del mundo y el 14 de agosto de 1851 fue reconocido como potencia regular por el Gran Oriente de Francia , administrador pleno de la Regularidad del REEA en ese momento casi en la totalidad de América Latina e Europa, entre otros Ritos de corte también franceses y regularmente establecidos por la Masonería Universalmente aceptada. Terminaron separados de la masoneria tradicional regular, sino son los progresistas minoritarios en el país. 